# L (ånglok)
L var SJ:s littera på ånglok, vilka främst användes på stambanorna i Norrland, men även på Västkustbanan.
Totalt 47 L-lok köptes av SJ under åren 1904–1908 och användes för person- och snälltåg. De första loken hade öppna hytter, men byggdes senare om till slutna hytter. Loken har en Krauss-Helmholz boggie. På 1950-talet togs de flesta loken ur drift sedan stambanorna elektrifierats och de kom att övergå till beredskapslok, men upphörde som sådana 1970. Samtliga lok skrotades.